# Metereca ripensis
Metereca ripensis is een hooiwagen uit de familie Assamiidae.